# Hans Aebli
Hans Aebli (Zúrich, 6 de agosto de 1923 - Burgdorf, 26 de julio de 1990) fue un teórico e investigador suizo en el ámbito de la psicología evolutiva aplicada a la didáctica.

## Biografía
En 1960 finalizó su maestría en psicología en la Universidad de Minnesota y en 1951 se doctoró en la Universidad de Ginebra con la tesis Didactique psychologique. Application à la didactique de la psychologie de Jean Piaget (Español: Una didáctica fundada en la psicología de Jean Piaget). Su padrino de tesis fue Jean Piaget.
Fue docente de psicología, didáctica y pedagogía en el Seminario Superior del Cantón de Zúrich entre los años 1950-1955 y 1957-1962. Entre 1955 y 1957 fue titular interino y director del Instituto de Psicología de la Universidad de Sarre, en Saarbrücken. En 1961 se doctoró por segunda vez en la Universidad de Zúrich (para la admisión en el cuerpo docente universitario) con la tesis Über die geistige Entwicklung des Kindes (El desarrollo mental del niño).
En 1962 aceptó una cátedra de psicología en la Universidad Libre de Berlín. Allí fue profesor titular y director del Instituto de Psicología. En 1966 se trasladó a la Universidad de Constanza, de la que era miembro fundador, donde desarrolló el área de Psicología y dirigió un grupo de investigación sobre la Educación de la Deutsche Forschungsgemeinschaft. Entre 1967 y 1968 fue decano de la Facultad de Ciencias Sociales.
En 1970 aceptó la en ese entonces recién creada cátedra de Psicología pedagógica en la Universidad de Berna. Entre 1976 y 1977 fue decano de la Facultad de Filosofía. Entre 1971-1976 fue miembro de la Comisión Nacional (suiza) “Lehrerbildung von morgen” (“Formación docente del mañana”).
En 1986 y 1987 recibió el doctor honoris causa de la Universidad de Turku, Finlandia y de la Universidad Pedagógica de Kiel, Alemania.

## Teoría
Sobre la base de los estudios de desarrollo cognitivo de Piaget, Aebli postuló que la educación de los niños y los jóvenes es necesaria para la construcción de comportamientos estructurados que los apoyen en su evolución, en tanto que “El intento de limitarse a dejar que crezca el niño no conduce más que a estados de abandono social y manifestaciones de deprivación.”
La diferencia con Piaget está dada en que Aebli le adjudica un papel central a la educación como componente fundamental del desarrollo del niño y del joven, en tanto que Piaget se limita a la descripción del desarrollo de los estadios cognitivos. Aebli postula que al educador le cabe un papel central en la medida en que le ayuda a sus educandos a estructurar y ordenar sus predisposiciones, porque “(…) el niño y el adolescente rara vez son capaces de realizar este orden por su cuenta. El orden interior del hombre es una delicada planta; su formación necesita apoyo durante años, hasta que se alcanza su autonomía. El propio niño lo sabe”.
El núcleo de la teoría didáctica de Aebli consiste en que los niños necesitan de un entorno educativo con orientación y ofertas de aprendizaje que no los subestimen pero que tampoco los sobreestimen, porque en ambos casos el resultado es idéntico: pierden la motivación. Naturalmente los niños tienen “su curiosidad y su deseo de saber”, que requieren de problemas o tareas precisos y consignas claras que los guíen, a fin de evitar que tengan que adivinar qué es lo que quiere el docente y que interpreten la posterior situación de evaluación como arbitraria. La asignación de tareas adecuadas al nivel del aprendiz es lo que le permite progresar y madurar hacia la autonomía y la comprensión del mundo. “Se trata, para decirlo en pocas palabras, de la idea de un hombre autónomo, es decir, que busca con independencia su camino en un mundo que no parece lo suficientemente claro como para poderse confiar sin mas en él.”
El logro de la autonomía y la comprensión del mundo se constituyen en forma gradual con cuatro pasos que se repiten en forma de espiral en cada nueva fase del aprendizaje: construir, elaborar, ejercitar y aplicar. “Las cuatro funciones de construir, elaborar, ejercitar y aplicar recorrerán una espiral, con giros siempre renovados. Cuando se llega de nuevo a la fase de construcción, la espiral se ha elevado algo más. El nuevo proceso de construcción adopta antiguos elementos ya existentes y alcanza un nuevo nivel de complejidad”
El aula, para Aebli, debe ser un espacio en el que los alumnos, al llevar a cabo determinadas actividades, hacen “experiencias originales”, reconstruyen las acciones de otros hombres con el objetivo de adquirir “un repertorio de posibilidades de acción que el joven podrá más adelante emplear para resolver problemas que le plantee la práctica, y por otro, construir un saber que no consista solamente en piezas estáticas que se pueden quitar o poner, sino en perspectivas claras y vivas de las correlaciones de este mundo; una imagen del mundo que incluya tanto una profunda visión de las cosas, como la puesta al servicio del quehacer práctico”.
La meta no es sin embargo lograr simplemente la autonomía individual; el proceso debe ser grupal, porque el trabajo en grupo promueve tanto la autonomía individual como la interacción social, ya que implica la coordinación, la cooperación, el descentramiento de puntos de vista individuales (y por lo tanto arbitrarios), genera una mente crítica y promueve la generación constructivista de los conocimientos. “La enseñanza en grupos se revela como un aprendizaje de orden superior, que no está solamente orientado a la adquisición de saberes y competencias sobre unas materias. Aquí, en último término, de lo que se trata es de aprender a aprender y de la adquisición de un comportamiento social que posibilite dicho aprendizaje entre miembros de grupos de la misma edad y de análoga capacidad.”
Para poder guiar adecuadamente a sus alumnos, el docente debe desarrollar cualidades predictivas y prospectivas que le permitan anticipar cuál será el siguiente paso del alumno. “La reflexión didáctica comienza con una doble consideración: ¿Cuál es el próximo paso en el pensar y actuar del niño, y qué es lo que tiene que ofrecer el conocimiento científico (o el mejor análisis disponible de la práctica de la vida) con respecto a su realización?” En la medida en que los alumnos se van haciendo autónomos, la intervención del docente se torna cada vez menos necesaria.
Aebli distingue cinco medios básicos (1. Narrar, referir, 2. Mostrar, 3. Contemplar, observar, 4. Leer con los alumnos y 5. Escribir y redactar textos), tres procesos básicos (1. Elaborar un proceso de aprendizaje, 2. Construir una operación y 3. Formular un concepto) y cuatro funciones básicas (1. Planteo de una situación a resolver , 2. Elaboración, 3. Practicar y repetir y 4. Aplicar) que son los que debe dominar el docente para poder guiar el proceso de aprendizaje.

## Algunas obras[11]
- Didactique psychologique. Application à la didactique de la psychologie de Jean Piaget. Neuchâtel, Delachaux & Niestlé,1951. Español: Una didáctica fundada en la psicología de Jean Piaget. Buenos Aires, Kapelusz, 1958, 208 p.

- Über die geistige Entwicklung des Kindes. Zúrich, 1960, publicado en 1963. (El desarrollo mental del niño. Segunda tesis doctoral para la admisión en el cuerpo docente universitario.)

- Grundlagen des Lehrens (Tomo 2 de Zwölf Grundformen des Lehrens). Stuttgart, Klett-Cotta, 1998. Español: Factores de la enseñanza que favorecen el aprendizaje autónomo. Madrid, Narcea, 1991, 365 p.

- Zwölf Grundformen des Lehrens. Eine Allgemeine Didaktik auf psychologischer

Grundlage. Stuttgart, Klett-Cotta, 200111. Español: 12 formas básicas de enseñar. Madrid, Narcea, 350 p.